# Konya Plummer
Konya Tajae Plummer (Epsom, Saint Mary, Jamaica; 2 de agosto de 1997) es una futbolista jamaiquina. Juega como defensora en Fenerbahçe S.K de la Superliga Femenina de Turquía Es internacional con la selección de Jamaica.

## Biografía
Su interés por el fútbol comenzó cuando asistía al jardín de infantes, donde un pariente le mostró el juego y la llevó al parque en Annotto Bay para ver el deporte. Plummer comenzó a jugar para el equipo masculino Rangers FC a los 11 años en St Mary y dos años más tarde se volvió la capitana del equipo. Luego ingresó a la escuela Titchfield High School en Portland con la ayuda del vicepresidente de la Asociación de Fútbol de Portland (PFA), Garfield Fuller, donde pudo participar en la liga de fútbol femenino. Jugó para la escuela durante dos años, ganando la competencia en ambas temporadas. Con base en su desempeño, la PFA la recomendó al programa nacional. Plummer emigró a los Estados Unidos a los 16 años.

### Universidad
Plummer jugó cuatro temporadas de fútbol universitario como estudiante atleta. Entre 2016 y 2017, jugó como delantera en la Universidad del Sureste de Florida, donde anotó 19 goles en 38 partidos. Como estudiante de primer año, lideró al equipo en asistencias con 10. Antes de la temporada 2018, Plummer se transfirió a la Universidad de Florida Central, uniéndose a su equipo de fútbol UCF Knights, y cambiando de posición a defensora. En la temporada 2019, fue incluida en el Primer Equipo de la AAC y nombrada Defensora del Año tras haber sido titular en 16 de 17 partidos y permitiendo solo 7 goles.

## Trayectoria
El 16 de enero de 2020, Plummer fue seleccionada por el Orlando Pride en el draft de la NWSL. Se convirtió en la primera jugadora nacida en Jamaica en ser seleccionada en un draft de esta liga. Plummer firmó un contrato de dos años con el Pride el 3 de marzo. Debutó profesional el 11 de octubre frente al Houston Dash.
El 1 de septiembre de 2023 fue registrada en la plantilla de Tigres para el Apertura 2023.

## Selección nacional
En 2018, Plummer compitió en la Copa de Oro de la Concacaf de 2018 con la selección de Jamaica.
En la Copa Mundial de 2019, Plummer capitaneó al combinado jamaiquino que se convirtió en el primer país caribeño en clasificarse a un mundial femenino absoluto. Jugó todos los partidos como titular, hasta que Jamaica fue eliminada en la fase de grupos tras perder los tres partidos contra Brasil, Italia y Australia.

## Estadísticas

### Clubes
| Club           | País           | Año         |
| -------------- | -------------- | ----------- |
| Orlando Pride  | Estados Unidos | 2020 - 2021 |
| AIK (préstamo) | Suecia         | 2021        |
| Tigres UANL    | México         | 2023 - 2024 |
| Fenerbahçe S.K | Turquía        | 2025 - act  |